# Paliolla
Paliolla Burn, 1958 è un genere di molluschi nudibranchi della famiglia Polyceridae.

## Tassonomia
Il genere comprende due specie:
- Paliolla cooki (Angas, 1864) - specie tipo
- Paliolla templadoi (Ortea, 1989)